# Teofan I (patriarcha Jerozolimy)
Teofan I – prawosławny patriarcha Jerozolimy w latach 1424–1431.